# シロヤシオ
シロヤシオ（白八汐、学名: Rhododendron quinquefolium）はツツジ科ツツジ属の落葉低木または小高木である。別名、ゴヨウツツジ。日本の本州の岩手県以南の太平洋側から四国にかけて分布する。深山に生える。ブナ帯に生育し、時に直径数十cmの大木となる。葉は倒卵形で、縁が薄く赤く色づくことがある。

## 名称
和名「シロヤシオ」の由来は、初夏に咲く花が白いことによる。枝先に5枚の葉が輪生状に付くことから、別名としてゴヨウツツジ（五葉躑躅）ともよばれる。赤みを帯びる若木の樹皮は、アカマツの幹を連想させることから、マツハダの別名もある。その他、シロヤシオツツジとも。栃木県花ヤシオツツジの一つ。

## 形態・生態
落葉広葉樹の低木または小高木で、大木になると高さ6メートル (m) ほどにもなる。樹皮は灰黒褐色から茶褐色で、老木になると亀甲状にはがれる。若い枝は赤褐色から茶褐色で無毛である。葉は枝の先に5個輪生する。
花期は5 - 6月。花は白く大柄で、花弁が浅い三角に出るので、花全体としてはやや五角形に見える。大木に一面に咲くのは美しいが、花は葉の影に咲く上に、白いので遠くからは目立たない。花の咲く期間は短い。
花芽は長卵形で長さ1 - 1.3センチメートル (cm)、赤褐色の芽鱗に包まれていて、細毛がある。葉芽は花芽よりもやや小さい紡錘形になる。短枝の先に冬芽がつくこともある。葉痕は三角形から半円形で、維管束痕が１個つく。
アケボノツツジとは近縁である。

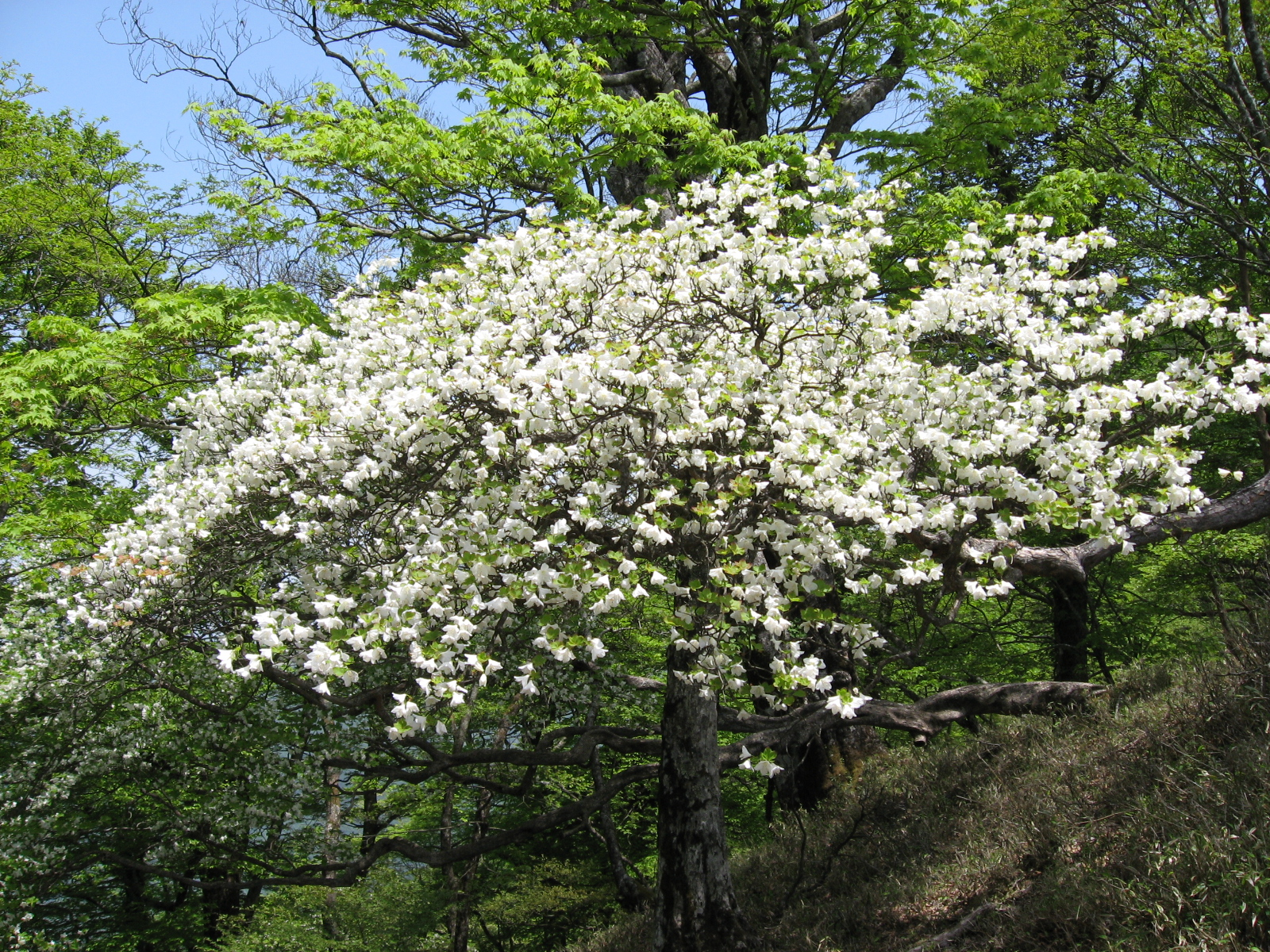
満開のシロヤシオ
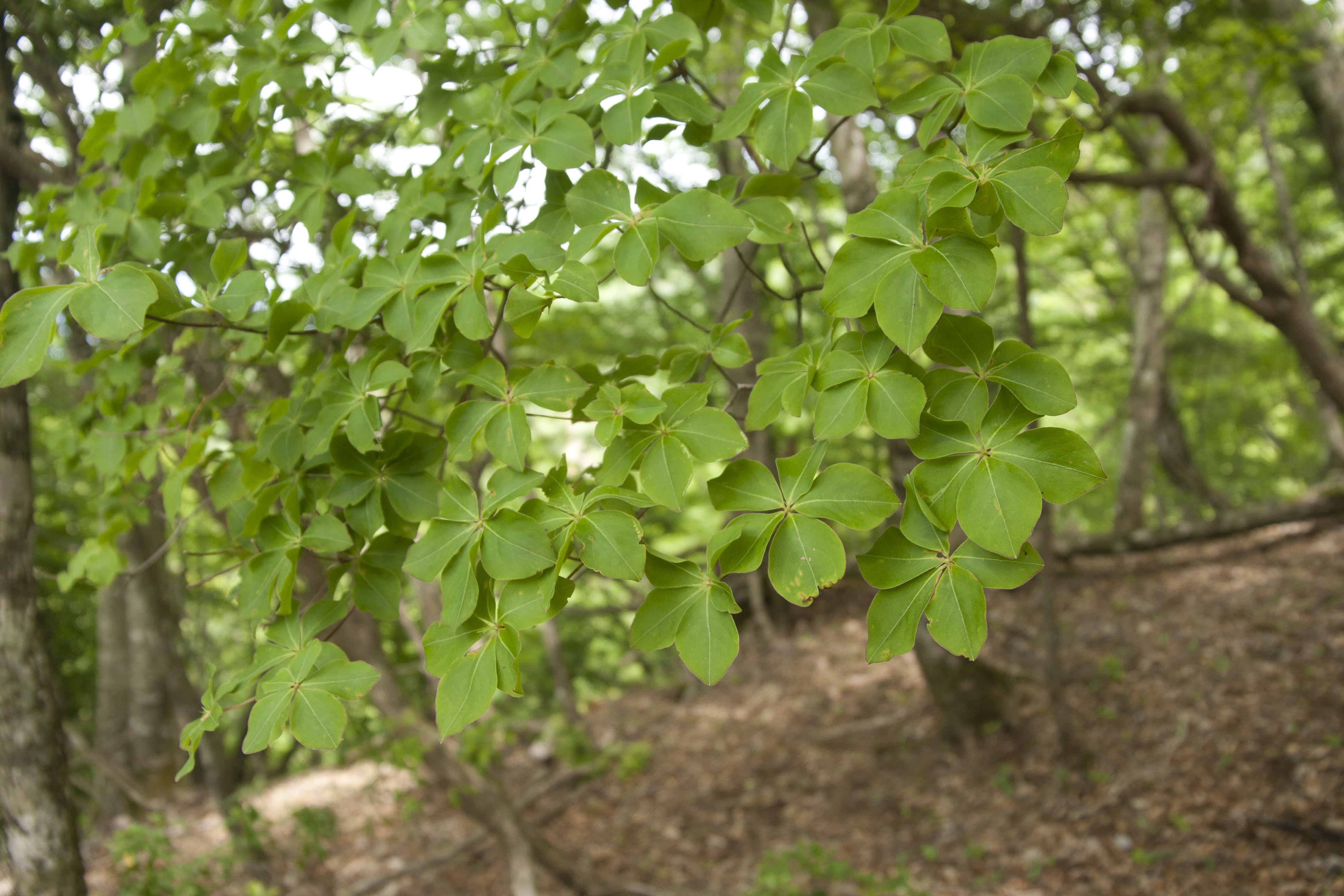
葉は枝先に5枚輪生する
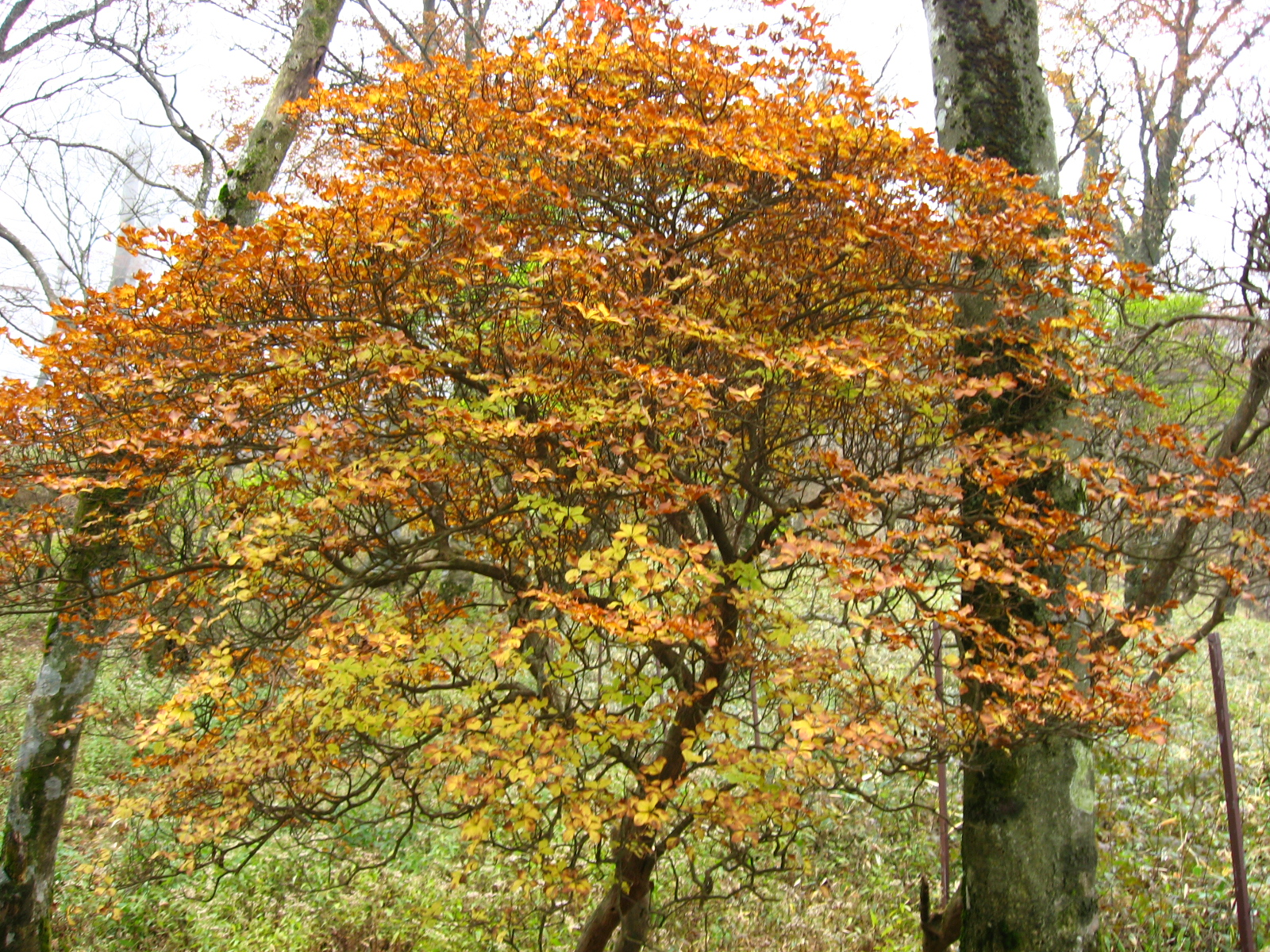
紅葉
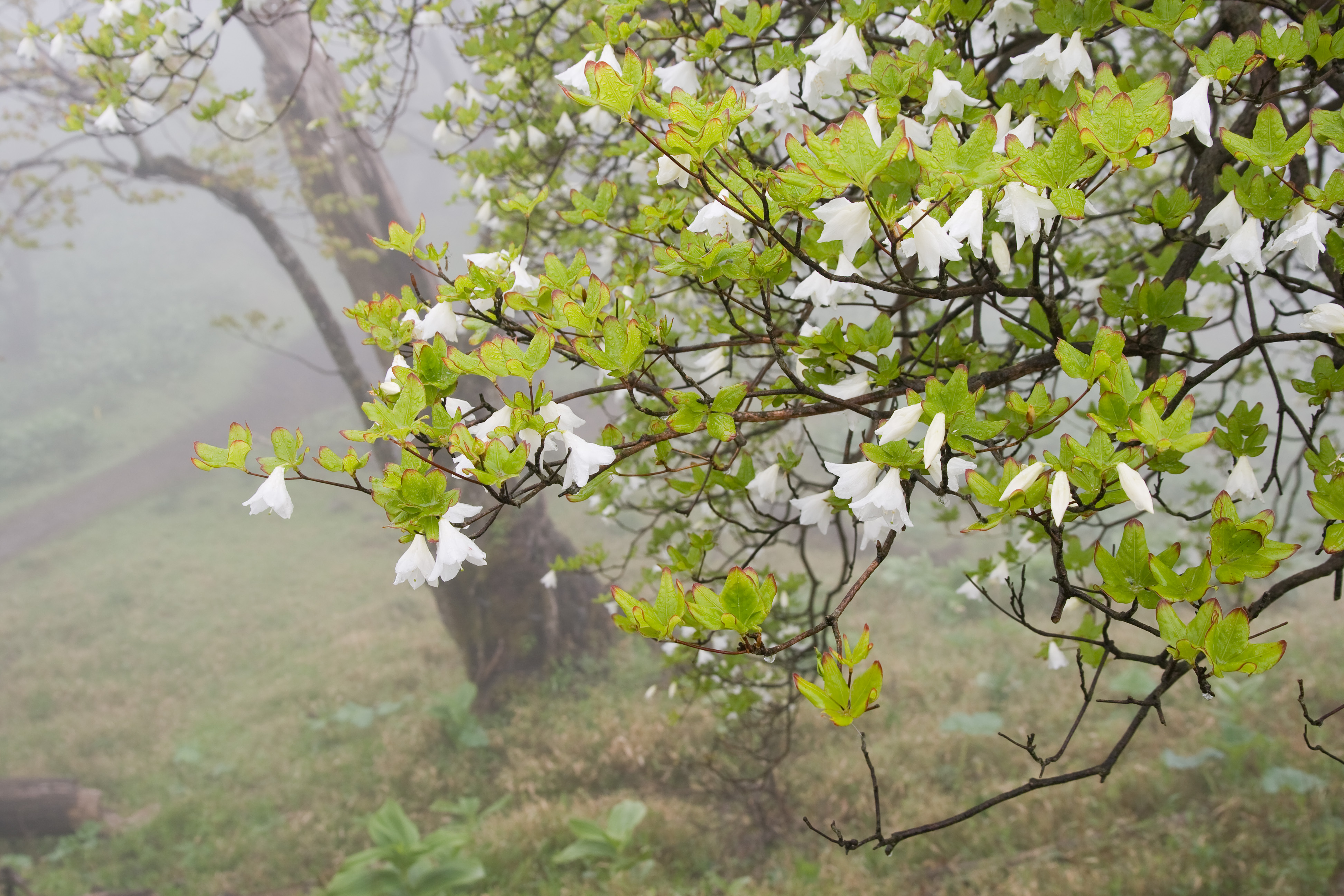
梢

## 文化
敬宮愛子内親王のお印としてシロヤシオの花が用いられている（公式表記は「ゴヨウツツジ」）。

## 種の保全状況評価
日本の以下の都道府県で、レッドリストの指定を受けている。
- 絶滅危惧種（絶滅危惧I類、EN） - 長野県、愛媛県
- 危急種（VU） - 山梨県、兵庫県、徳島県
- 準絶滅危惧（NT） - 岩手県
- その他 - 東京都、福井県、滋賀県